# Friedberger Ach
Die Friedberger Ach – kurz auch nur Ach genannt und im Oberlauf Verlorener Bach, Galgenbach und Hagenbach – ist ein rund 100 Kilometer langer rechter Nebenfluss der Donau. Er entspringt nordöstlich von Landsberg am Lech und fließt parallel zum Lech nordwärts zur Donau.

## Flusslauf

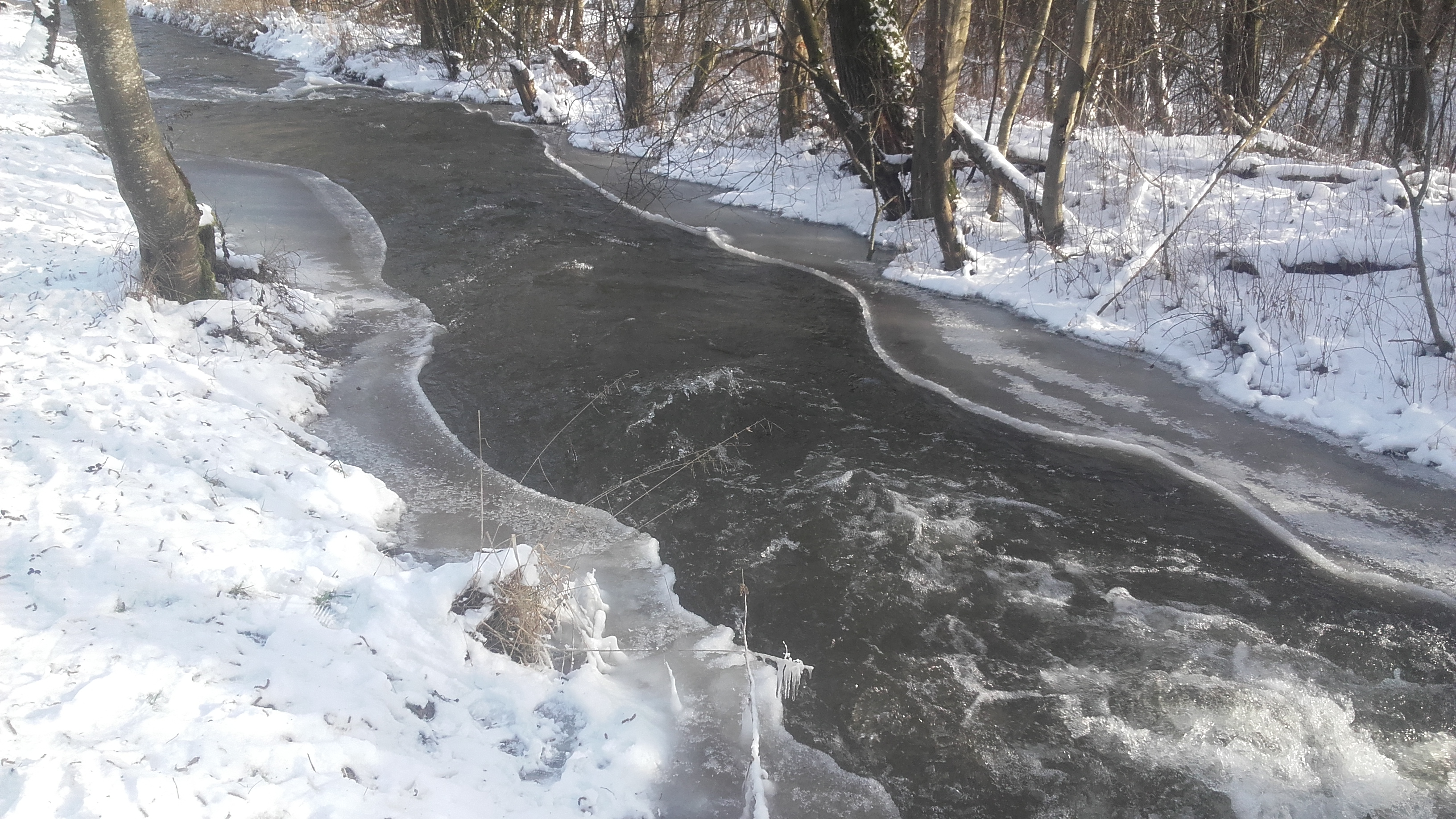
Der Hagenbach südlich des Weitmannsees

Der Fluss entspringt als Verlorener Bach im oberbayerischen Untermühlhausen (Gemeinde Penzing) nordöstlich von Landsberg beim Penzinger Militärflugplatz und fließt anschließend durch die Gemeinden Weil und Prittriching. Der Bach wechselt im Oberlauf mehrmals den Namen: Nach Prittriching heißt er Galgenbach und ab Merching Hagenbach.
Der Lech verläuft hier nur wenige hundert Meter weiter westlich. Im Bereich von Kissing nähert sich der Hagenbach dem eingedeichten Lech sogar bis auf etwa 100 m. Zwischen Kissing und Augsburg-Hochzoll knickt der Bach dann nach Nordosten ab und entfernt sich vom Lech. Ab Friedberg heißt er „Friedberger Ach“.
Immer einige Kilometer östlich des Lechs fließt die Friedberger Ach dann in Richtung Donau. Weitere Ortschaften in ihrem Verlauf sind Mühlhausen, Rehling, Thierhaupten und Münster.
Unterhalb der Stadt Rain erreicht der Fluss in der Gemeinde Niederschönenfeld nach dessen Hauptort die Auwälder rechtsseits der Donau, hier knickt der Lauf parallel zum Strom nach Osten ab. Knapp zehn Kilometer in Luftlinie weiter im Osten fließt vor dem Steppberg von Südwesten her die Kleine Paar zu, wenige hundert Meter weiter mündet die Friedberger Ach just noch auf der Gemarkung des selbst nördlich der Donau liegenden Pfarrdorfes Stepperg von Markt Rennertshofen rechtsseits in die Donau.

## Zuflüsse
Vom Ursprung zur Mündung. Längen und Einzugsgebiete bevorzugt nach dem amtlichen Gewässerverzeichnis, sonst ggf. abgemessen. Auswahl.
Ursprung der Friedberger Ach an der Kläranlage beim Pfarrdorf Ziegelstadel von Penzing im Landkreis Landsberg am Lech.
- Röhrlgraben, von rechts und Südwesten zwischen Weil und Geretshausen; 6,4 km und 73,3 km²; hat zumindest oberflächlich viel mehr Einzugsgebiet als der Hauptstrang bis zu diesem Zufluss
- Dorfgraben, von rechts und Süden nordwestlich von Geretshausen; 2,6 km und 3,7 km²
- Alberwiesengraben, von links und Süden nordwestlich von Petzenhausen; ca. 1,2 km
- Missengraben, von links und Südwesten südlich von Adelshausen; 1,3 km und 6,1 km²
- Loosbach, von rechts und Südosten bei der Mangmühle; fließt zuvor an Schwabhausen bei Landsberg, Jedelstetten, Unfriedshausen und Pestenacker vorbei; 8,1 km und 25,6 km²
- Beuerbach, von links und Süden nordwestlich von Winkl; durchfließt zuvor Beuerbach; 4,7 km und 16,2 km²
- Mühlbach, von links und Südwesten nordwestlich von Winkl; durchfließt Scheuring; 4,5 km und 5,0 km²
- Riedbachgraben, von rechts und Süden südöstlich von Sankt Afra; ca. 1,6 km
- Achgraben, von links an der Augsburger Straße in Friedberg; 1,9 km und 1,4 km² auf dem Teil links der Friedberger Ach; vermutlich haben der Achgraben wie der ihm zulaufende Leitenbach jeweils noch einen größeren Lauf und ein größeres Einzugsgebiet rechts des Flusses, südlich von Friedberg, wo Wasserläufe derselben Namen bis an den Fluss reichen
- Katzentalgraben oder Dohlenbach, von rechts und Osten zwischen Stätzling und Derching; ca. 0,5 km
- Fuchsgraben, von rechts und Südosten nördlich von Derching; ca. 1,2 km
- Forellenbach, am Unterlauf Speckwiesengraben, von links und Südosten im südöstlichen Bereich des Flugplatzes Augsburg, 4,4 km sowie 10,8 km²
- Leitengraben, von links und Südosten in Mühlhausen; der größte Teil von Lauf und Einzugsgebiet liegt rechts der Friedberger Ach, die der Leitenbach kurz vor Mühlhausen in einem Düker unterquert; 3,4 km und 6,6 km²
- Schwarzgraben, von links und Süden am nördlichen Ortsrand von Mühlhausen; nimmt den längeren Rohrgraben auf, der vor dem Leitenbach den Fluss ebenfalls in einem Düker unterquert; 2,0 km und 2,6 km²
- Affinger Bach, von rechts und Osten westlich von Anwalting; durchfließt Haunswies, Affing, Gebenhofen und Anwalting; 7,1 km und 26,2 km²
- → (Abgang eines Flutkanals), nach links gleich nach Anwalting; s. u.
- Gamlinggraben, von links und Südosten gegenüber von Sand; der größte Teil von Lauf und Einzugsgebiet liegt rechts der Friedberger Ach, den er kurz vor der Mündung oberhalb einer Mühle unterquert; gespeist vom bedeutenderen rechten Oberlauf Rohrbachgraben, der bald bei Gamling zuläuft; 3,9 km und 9,1 km²
- ← (Rücklauf des Flutkanals), von links und Südosten gleich nach Sand; linker Seitengraben, der kurz nach der Mündung des Affinger Bachs bei Anwalting abgeht; 6,8 km und 5,4 km²
- → (Abgang eines Flutkanals), nach links und Nordwesten westlich von Bach neuerlich westlich parallel zur Ach; entwässert über die Münsterer Alte zum Lech
- Edenhauser Bach, von rechts und aus Südosten wenig nordwestlich von Bach; durchfließt Pichl, Edenhausen und Bach, westlich von Bach gespeist vom Kabisbach; 7,2 km und 15,4 km²
- → (Unbeständiger Abgang des Lüßgrabens), nach links gleich nach dem ersten Einzelhof von Thierhaupten
- Bitz, von rechts und aus Südosten in Thierhaupten, entsteht unbeständig bei Weiden; 3,4 km und 10,2 km²
- ← Lüßgraben, von links und Süden am Ortsende Thierhaupten, gespeist vom Brunnenwasser und dem Wendelingraben; 2,7 km und 3,9 km²
- (Graben am Winkelmoos vorbei), von links und Südosten kurz nach dem Gut Hemerten; quert bei Hemerten die Friedberger Ach per Düker; 2,1 km und 2,6 km²
- Angergraben, von links und Süden gegenüber der Kittelmühle vor der Stadt Rain am Lech; der Oberlauf Angergraben wechselt bei Unterpeiching die Flussseite; 2,5 km und 4,3 km²
- Ziegelmoosgraben, von rechts und Süden in Rain nach geschlungenem Lauf, am Südrand von dessen Siedlungsbereich er als Schlossgraben beginnt; 1,8 km und 1,0 km²
- (Graben aus dem Bachfeld), von links und Süden am Ortsende von Niederschönenfeld; 2,4 km und 2,2 km²
Ab hier fließt die Friedberger Ach nun in der Donauaue ostwärts
- (Altwasserzufluss aus der Schönenfelder Au), von links und Nordwesten östlich von Niederschönenfeld am Auenwaldrand zum Feldgewann Viehweide; 1,5 km und 0,6 km²
- (Auengrabenzufluss aus der Schönenfelder Au), von links und Westen nordwestlich des Hunzenhofs im Waldgewann Müllerschutt; 1,5 km und 0,4 km²
- (Altschlinge in der Gänsau), nach und von rechts nordöstlich des Hunzenhofs; 1,5 km und 0,8 km²
- Lauxengraben, von rechts und Südwesten neben der Kreisstraße ND 11 zwischen Markt Burgheim und der Staustufe Bertoldsheim, 8,6 km mit dem am Ortsrand von Rain entstehenden Rinnegraben sowie 24,6 km²; der Lauxengraben speist sich aus unzähligen kleinen Gräben
- Schüttrinnengraben, von rechts und Südwesten nordöstlich von Moos im Mooser Schütt; 9,3 km und 13,6 km²
- Kleine Paar, von rechts und Südwesten zu Füßen des Römerbergs von Unterhausen; 26,5 km und 175,4 km²

Mündung der Friedberger Ach auf der rechtsdonauischen Teilortsgemarkung von Stepperg dicht an der Gemeindegrenze von Markt Rennertshofen zu Oberhausen.

## Geschichte
Bis vor höchstens etwa 10.000 Jahren war die Friedberger Ach der Unterlauf der Paar, bis diese bei Friedberg-Ottmaring über den Paardurchbruch angezapft wurde.
Die Friedberger Ach in ihrem heutigen Gesamtverlauf ist ein künstliches Gebilde, was auch der Grund für die verschiedenen Namen im Oberlauf ist. Ursprünglich entsprang der Fluss südlich von Friedberg – wo sich unweit des Paardurchbruchs auch heute noch die ursprünglichen Achquellen befinden – und mündete zwischen Sand (Gemeinde Todtenweis) und Thierhaupten in den damals noch weit verzweigten Lech. Ab 1555 wurde das meiste Wasser in den Edenhauser Bach umgeleitet, der durch Thierhaupten nach Rain floss, um mehr Wasser für die Mühlen sowie die Verteidigungsanlagen in Rain zur Verfügung zu haben, das damals eine bayerische Grenzstadt war. Der Oberlauf des bei Willprechtszell (Gemeinde Petersdorf) entspringenden Edenhauser Bachs wurde damit zu einem rechten Zufluss der Ach.
Um 1860 wurde der zuvor von Kissing durch Hochzoll fließende Hagenbach umgeleitet, um der Ach vor Friedberg mehr Wasser zuzuführen. Nach der Regulierung des Lechs in den 1920er Jahren sank der Grundwasserspiegel, und die Quellen des Hagenbachs versiegten. Aus diesem Grund wurde der Galgenbach bzw. der Verlorene Bach umgeleitet und dem Hagenbach zugeführt. Der Verlorene Bach – früher als Rohrach bezeichnet – mündete bis dahin westlich von Mering in den Lech.
Der Verlorene Bach selbst wurde 1965 im Bereich der Ortschaft Prittriching aus Hochwasserschutzgründen reguliert und ein Stück nach Westen verlegt.
Auch die Mündung der Ach wurde im Zuge der Donauregulierung und des Baus der Staustufe bei Bertoldsheim verändert. Um einen Rückstau in den Fluss zu vermeiden, wurde die Ach am Stausee vorbeigeführt und mündet erst unterhalb der Staustufe.

## Ökologie
Die Friedberger Ach ist auf gesamter Länge mit Per- und Polyfluoralkylsubstanzen (PFAS), insbesondere Perfluoroctansulfonsäure (PFOS), belastet. Die Quelle der Verunreinigung liegt beim ehemaligen Fliegerhorst Landsberg/Lech, wo über mehrere Jahrzehnte PFAS-haltige Löschschäume bei Feuerwehrübungen eingesetzt wurden. Dadurch gelangten die Schadstoffe ins Erdreich und werden durch Auswaschung über den Verlorenen Bach in die Friedberger Ach eingetragen.
Die Rückstände, deren Vorhandensein der Bundeswehr und den zuständigen Behörden seit Langem bekannt ist, haben mittlerweile das Grundwasser sowie den Verlorenen Bach und den weiteren Bachverlauf bis zur Friedberger Ach belastet. Dies führte bereits 2013 zur Schließung eines Trinkwasserbrunnens bei Untermühlhausen aufgrund erhöhter PFAS-Werte. Ab 2019 begannen die Landratsämter entlang der Friedberger Ach zudem nach und nach damit, eine Verzehrwarnung für Fische auszusprechen. Das Baden und das Bewässern von Pflanzen gilt dagegen als unbedenklich.
Seit 2022 überwachen die zuständigen Wasserwirtschaftsämter die Friedberger Ach monatlich. Die höchsten Werte werden an der Quelle gemessen. Entlang des weiteren Bachlaufs sinkt die PFAS-Konzentrationen aufgrund von Zuflüssen und Kläranlagen ab. Dennoch bleiben die Werte beständig und liegen um ein Vielfaches über den zulässigen Grenzwerten. Experten gehen davon aus, dass dieser Zustand aufgrund der Langlebigkeit der „Ewigkeitschemikalien“ noch Jahrzehnte anhalten wird. PFAS lagert sich zudem im Bachsediment ab, wodurch eine kostenintensive Entsorgung des Materials erforderlich wird, wenn es ausgebaggert wird.
Um die Belastung zu reduzieren, wurde von der Bundesanstalt für Immobilienaufgaben eine Plane als Abdeckung über das Feuerlöschübungsbecken im Fliegerhorst gelegt, um das weitere Auswaschen von PFAS durch Regenwasser zu verhindern. Diese Maßnahme ist jedoch nur bedingt wirksam, da der Grundwasserstrom weiterhin durch den belasteten Boden fließt und die Schadstoffe transportiert. Langfristig ist eine vollständige Sanierung durch Austausch des kontaminierten Bodens sowie das Abpumpen und Reinigen des Grundwassers notwendig. Entsprechende Maßnahmen befinden sich in Planung, eine konkrete Zeitschiene liegt jedoch nicht vor.

### BayernAtlas („BA“)
Amtliche Online-Gewässerkarte mit passendem Ausschnitt und den hier benutzten Layern: Quellgebiet des Oberlaufs Verlorener Bach

(Für andere Abschnitte am Lauf bitte den Maßstab der Karte ändern oder den Ausschnitt verschieben.)

Allgemeiner Einstieg ohne Voreinstellungen und Layer: BayernAtlas der Bayerischen Staatsregierung (Hinweise)
1. 1 2  Höhe abgefragt auf dem Hintergrundlayer Amtliche Karte (Rechtsklick).
2. ↑  Länge abgemessen auf dem Hintergrundlayer Amtliche Karte.
3. ↑  Einzugsgebiet abgemessen auf dem Hintergrundlayer Amtliche Karte.

### Gewässerverzeichnis Bayern („GV“)
1. 1 2  Länge nach: Verzeichnis der Bach- und Flussgebiete in Bayern – Flussgebiet Lech bis Naab, Seite 1 des Bayerischen Landesamtes für Umwelt, Stand 2016 (PDF; 2,9 MB) (Weiter bis Seite 25.)
2. 1 2  Einzugsgebiet nach: Verzeichnis der Bach- und Flussgebiete in Bayern – Flussgebiet Lech bis Naab, Seite 1 des Bayerischen Landesamtes für Umwelt, Stand 2016 (PDF; 2,9 MB) (Weiter bis Seite 25.)

### Weitere Einzelnachweise
1. ↑  Giftstoffe verseuchen Bachsystem auf 75 km Länge – Sanierung muss schnellstmöglich erfolgen. Abgerufen am 15. November 2021.
2. 1 2 3  Alles fließt – in der Ach immer giftiges PFC. In: Augsburger Allgemeine, erschienen am 24. September 2024. Seite 36.